# Shaquielle McKissic
Shaquielle McKissic (Seattle, 17 agosto 1990) è un cestista statunitense naturalizzato azero.

## Statistiche

### College
| Anno      | Squadra        | PG | PT | MP   | TC%  | 3P%  | TL%  | RP  | AP  | PRP | SP  | PP   |
| --------- | -------------- | -- | -- | ---- | ---- | ---- | ---- | --- | --- | --- | --- | ---- |
| 2013-2014 | ASU Sun Devils | 32 | 26 | 28,7 | 47,4 | 32,8 | 65,8 | 5,4 | 2,6 | 1,3 | 0,0 | 9,0  |
| 2014-2015 | ASU Sun Devils | 34 | 34 | 31,2 | 43,7 | 33,9 | 67,4 | 4,7 | 1,7 | 1,6 | 0,2 | 12,4 |
| Carriera  | Carriera       | 66 | 60 | 30,0 | 45,1 | 33,5 | 66,7 | 5,0 | 2,2 | 1,5 | 0,1 | 10,8 |

### Euroleague
| Anno      | Squadra    | PG  | PT | MP   | TC%  | 3P%  | TL%  | RP  | AP  | PRP | SP  | PP   |
| --------- | ---------- | --- | -- | ---- | ---- | ---- | ---- | --- | --- | --- | --- | ---- |
| 2019-2020 | Olympiakos | 3   | 3  | 26,0 | 52,9 | 27,3 | 40,0 | 2,0 | 1,7 | 1,0 | 0,7 | 13,7 |
| 2020-2021 | Olympiakos | 33  | 12 | 23,4 | 42,9 | 30,7 | 71,6 | 2,3 | 2,2 | 1,5 | 0,2 | 10,7 |
| 2021-2022 | Olympiakos | 37  | 0  | 16,5 | 45,7 | 31,6 | 72,2 | 1,9 | 1,5 | 0,9 | 0,1 | 7,0  |
| 2022-2023 | Olympiakos | 41  | 7  | 17,7 | 51,4 | 31,9 | 68,4 | 1,4 | 1,5 | 0,8 | 0,0 | 9,0  |
| 2023-2024 | Olympiakos | 32  | 0  | 16,3 | 47,0 | 34,6 | 71,2 | 1,6 | 1,0 | 1,0 | 0,0 | 7,3  |
| 2024-2025 | Olympiakos | 38  | 0  | 16,4 | 51,2 | 31,2 | 65,2 | 2,1 | 1,6 | 0,5 | 0,0 | 7,6  |
| Carriera  | Carriera   | 184 | 22 | 18,1 | 46,9 | 31,8 | 69,4 | 1,9 | 1,6 | 0,9 | 0,1 | 8,4  |

### Eurocup
| Anno      | Squadra      | PG | PT | MP   | TC%  | 3P%  | TL%  | RP  | AP  | PRP | SP  | PP  |
| --------- | ------------ | -- | -- | ---- | ---- | ---- | ---- | --- | --- | --- | --- | --- |
| 2017-2018 | Gran Canaria | 6  | 5  | 14,4 | 46,4 | 41,7 | 66,7 | 1,7 | 1,0 | 0,5 | 0,2 | 7,2 |
| Carriera  | Carriera     | 6  | 5  | 14,4 | 46,4 | 41,7 | 66,7 | 1,7 | 1,0 | 0,5 | 0,2 | 7,2 |

## Palmarès
- Campionato greco: 3

Olympiakos: 2021-2022, 2022-2023, 2024-2025
- Coppa di Grecia: 3

Olympiakos: 2021-2022, 2022-2023, 2023-2024
- Supercoppa greca: 3

Olympiakos: 2022, 2023, 2024